# 변성현
변성현(1980년 12월 2일 ~ )은 대한민국의 영화 감독이자 각본가, 배우다.

## 학력
- 서울서정국민학교 졸업
- 목동중학교 졸업
- 양정고등학교 졸업
- 서울예술대학교 영화과 전문학사

## 작품

### 배우 활동

#### 드라마
- 1984년 KBS2 KBS 드라마 게임 - 소망
- 1985년 KBS2 KBS 드라마 게임 - 그래서 봄
- 1986년 KBS2 KBS 드라마 게임 - 고독
- 1986년 KBS2 KBS 드라마 게임 - 나는 고발한다
- 1986년 KBS2 KBS 드라마 게임 - 토끼 두 마리
- 1987년 KBS2 KBS 드라마 게임 - 남은 이야기
- 1987년 KBS2 KBS 드라마 게임 - 부르는 소리
- 1987년 KBS2 KBS 드라마 게임 - 어떤 모정
- 1988년 KBS2 KBS 드라마 게임 - 황혼
- 1988년 KBS2 KBS 드라마 게임 - 엄마의 고향
- 1988년 KBS2 KBS 드라마 게임 - 아버지의 달
- 1988년 KBS2 KBS 드라마 게임 - 애나밸리
- 1988년 KBS2 KBS 드라마 게임 - 한낮의 민가
- 1988년 KBS2 KBS 드라마 게임 - 이별 연습
- 1988년 KBS2 KBS 드라마 게임 - 스스로 갇힌 방
- 1989년 KBS2 KBS 드라마 게임 - 미운 오리 새끼
- 1990년 KBS2 KBS 드라마 게임 - 아메리카의 꿈
- 1990년 KBS2 KBS 드라마 게임 - 지붕 밑 두 여자
- 1990년 KBS2 KBS 드라마 게임 - 아빠는 바보야
- 1990년 KBS2 우리 아빠 홈런 - 박한길 역
- 1990년 KBS2 야망의 세월
- 1990년 KBS2 왕조의 세월
- 1991년 KBS2 여자의 시간 - 정민호 역
- 1992년 KBS2 KBS 드라마 게임 - 애인
- 1992년 KBS2 KBS 드라마 게임 - 작은 영웅을 위하여
- 1993년 KBS2 KBS 드라마 게임 - 엄마의 새학기 - 민수 역
- 1993년 KBS2 KBS 드라마 게임 - 한별이의 빈방 - 지한솔 역
- 1994년 KBS2 한명회 - 조선 예종 역
- 1994년 KBS2 KBS 드라마 게임 - 결혼추진위원회 - 전영휘 역
- 1998년 MBC MBC 베스트극장 - 마을버스
- 1999년 KBS2 일요베스트 - 은비령
- 2000년 MBC MBC 베스트극장 - 사랑한다고 말해봤니?
- 2000년 MBC MBC 베스트극장 - 제과점 앞에서 붕어빵을 굽다
- 2000년 MBC MBC 베스트극장 - 그 그녀에게 버림받다
- 2002년 MBC MBC 베스트극장 - 복어

#### 영화
- 1992년 돌아오라 개구리소년 - 김종식 역

### 감독 활동
- 2006년 무비스타 한재호씨의 메소드 연기 - 감독(단편 영화)
- 2010년 청춘 그루브 - 감독, 각본
- 2012년 나의 PS 파트너 - 감독, 각본
- 2017년 불한당: 나쁜 놈들의 세상 - 감독, 각본
- 2022년 킹메이커 - 감독, 각본
- 2023년 길복순 - 감독, 각본
- 2025년 사마귀 - 각본, 크리에이터
- 2025년 굿뉴스 - 감독, 각본

## 수상
- 2006년 제7회 레스페스트 디지털영화제 관객상
- 2022년 제24회 우디네극동영화제 마이 무비 관객상
- 2022년 제58회 백상예술대상 영화부문 감독상
- 2022년 제58회 대종상 감독상